# یوهان پاسلر
یوهان پاسلر (انگلیسی: Johann Passler؛ زادهٔ ۱۸ اوت ۱۹۶۱) ورزشکار دوگانه اهل ایتالیا است.